# Paul Alfred Stübel

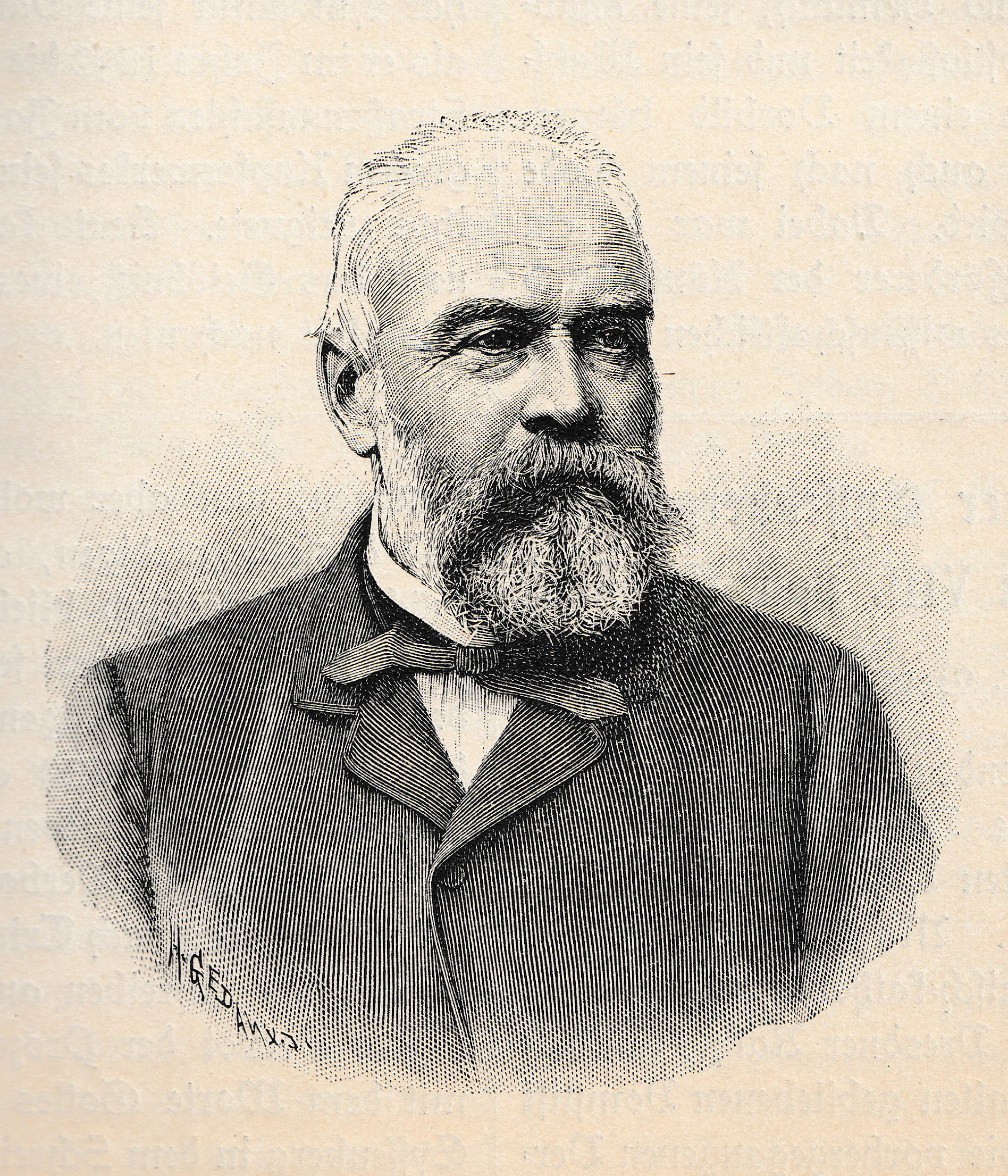
Paul Alfred Stübel

Paul Alfred Stübel (häufig nur Alfred Stübel, auch nur Paul Stübel, * 3. April 1827 in Dresden; † 9. März 1895 ebenda) war ein deutscher Politiker (Nationalliberale Partei). Er war von 1877 bis 1895 Oberbürgermeister von Dresden und von 1881 bis 1884 Mitglied des Reichstages.

## Leben und Wirken
Paul Alfred Stübel wurde am 3. April 1827 in Dresden als Sohn des Stadtgerichtsrates Carl Julius Stübel und der Julie Kupfer in einem Haus an der Frauenkirche geboren. Er war ein Enkel des Strafrechtswissenschaftlers Christoph Karl Stübel. Stübel heiratete 1853 seine Cousine Ida Stübel (1832–1919), die Schwester des Naturforschers Moritz Alphons Stübel.
Stübel besuchte zwei Jahre die Kreuzschule, dann die Meißner Fürstenschule Sankt Afra, wo er 1846 das Abitur ablegte, und studierte bis 1849 in Leipzig Rechtswissenschaften. Hier schloss er sich der Landsmannschaft Afrania an. 1853 ließ sich Stübel in Dresden als Advokat nieder. Er promovierte 1855 an der Universität Jena. 
Ab 1856 arbeitete er im Stadtverordnetenkolloquium und leitete den Finanzausschuss, 1866 wurde er zum besoldeten Stadtrat gewählt und zum Leiter des Bauamtes ernannt. Hierbei setzte er eine völlige Neugestaltung des Tiefbauwesens durch. Auch das erste Dresdner Wasserwerk, die Saloppe geht auf ihn zurück. Er stieg 1875 zum Dritten Bürgermeister auf.
Von 1877 bis zu seinem Tod im Jahre 1895 bekleidete Stübel das Amt des Oberbürgermeisters von Dresden, womit ein Sitz in der I. Kammer des Sächsischen Landtags verbunden war. Während seiner Amtszeit stieg die Einwohnerzahl der sächsischen Residenzstadt von knapp 200.000 (1875) auf 336.000 (1895). Neue Viertel wie die Südvorstadt, Johannstadt, das Schweizer und das Preußische Viertel entstanden, die Vororte Strehlen und Striesen wurden 1892 eingemeindet. Stübel förderte die Einrichtung der Städtischen Bibliotheken Dresden und des Stadtmuseums Dresden.
Bei der Reichstagswahl 1881 wurde Stübel im 5. sächsischen Wahlkreis (Dresden links der Elbe) in den Reichstag gewählt, dem er als fraktionsloser Abgeordneter für eine Legislaturperiode bis 1884 angehörte.

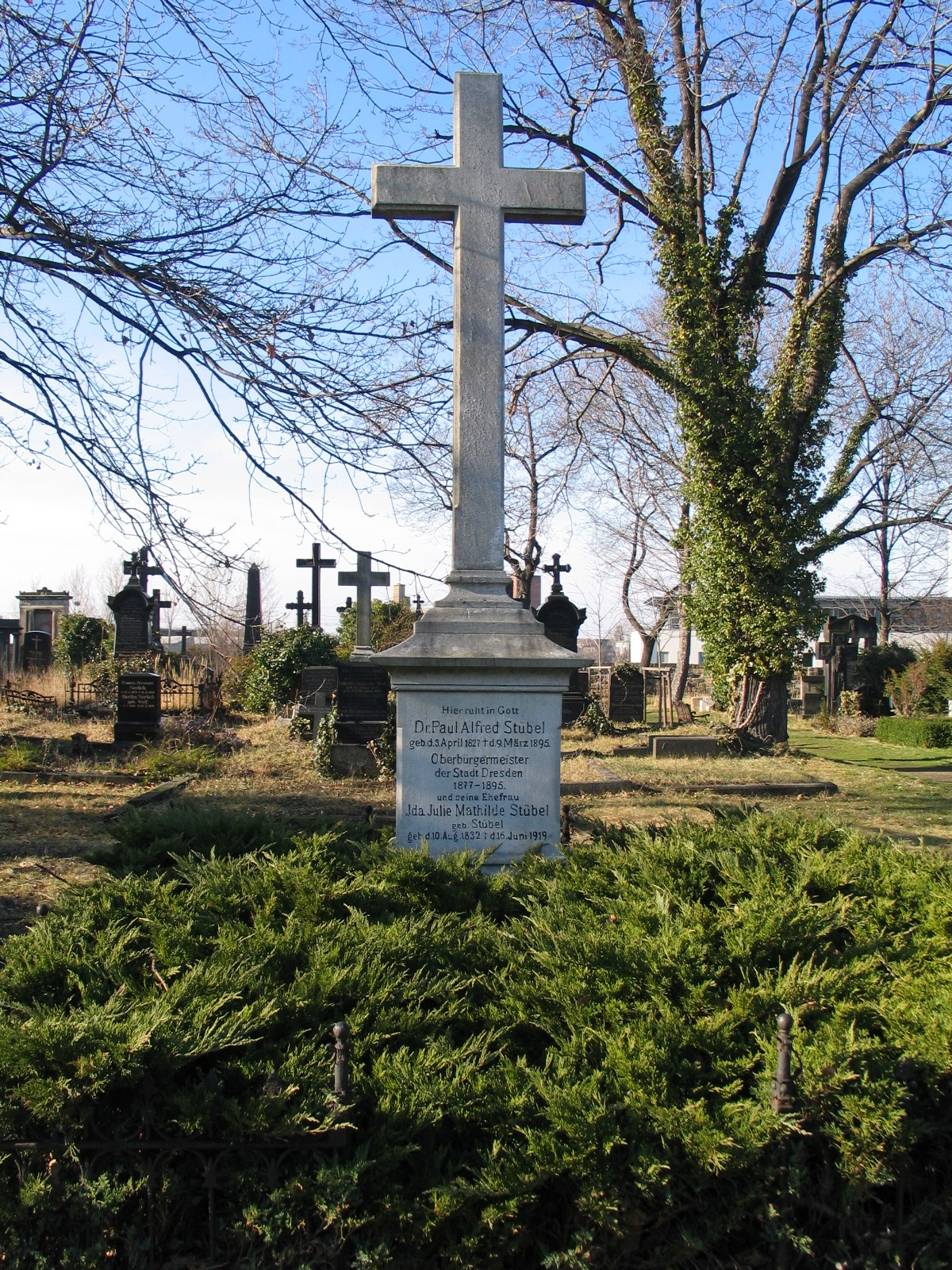
Grab Stübels auf dem Alten Annenfriedhof in der Südvorstadt in Dresden

Die Akademie der Bildenden Künste Dresden wählte Stübel 1887 zum Ehrenmitglied. Im Jahr 1891 wurde er zum Ehrenbürger von Dresden ernannt.
Aufgrund seines schlechten Gesundheitszustandes beantragte Stübel im Januar 1895 seine Entlassung zum 31. März des Jahres, er verstarb jedoch bereits am 9. März im Amt. Sein Grab befindet sich auf dem Alten Annenfriedhof in der Südvorstadt.
Die 1895 fertiggestellte Querallee an der Nordseite des Großen Gartens wurde bereits kurz nach Stübels Tod nach ihm benannt. Der heutige Straßburger Platz, von dem die Stübelallee abgeht, trug von 1898 bis 1951 den Namen „Stübelplatz“.